# Волков, Дмитрий Васильевич (капитан)
Дмитрий Васильевич Волков (род. 27 февраля 1947 года, Москва — 1979 год, Афганистан) — капитан, сотрудник группы «А» («Альфа») 7-го Управления Комитета государственной безопасности при Совете Министров СССР, активный участник штурма дворца Амина, погиб при исполнении служебных обязанностей. Является первым сотрудником «Альфы», погибшим при выполнении специальной операции, и первым советским силовиком, погибшим в Афганской войне.

## Биография
Родился 27 февраля 1947 года в Москве. Окончил среднюю школу № 540 (ныне — лицей № 1451) в родном городе, после чего поступил на работу в Научно-исследовательский институт вакуумной техники, трудился в качестве откачника-вакуумщика.
В декабре 1969 года по комсомольской путёвке Волков перешёл на службу в Комитет государственной безопасности при Совете Министров СССР. Одновременно со службой учился в Московском государственном институте физической культуры (ныне — Российский государственный университет физической культуры, спорта, молодёжи и туризма), окончил его в 1974 году. Стал кандидатом в мастера спорта по стрельбе. В мае 1979 года был отобран в группу «А» 7-го Управления КГБ СССР в качестве снайпера.

## Штурм дворца Амина
В декабре 1979 года Волков был включён в состав боевой группы «Гром», которое предстояло принять участие в специальной операции по проведению штурма президентского дворца Тадж-Бек в столице Афганистана — городе Кабуле, получившей кодовое наименование «Шторм-333». При планировании штурма он вошёл в состав группы, в задачу которой вменялся захват двух вкопанных танков «Т-54», которые находились поблизости от основной цели, после чего открыть из них огонь по самому дворцу. Эта операция должна была предварить главный штурм и ввести в заблуждение основные силы обороны дворца, которые должны были решить, что обстрел производится восставшими афганскими военнослужащими.
По прибытии на место Волков вместе с ещё одним снайпером был послан уничтожить часовых, которых оказалось вдвое больше ожидаемого. Эту задачу они выполнили, после чего группа сумела захватить танки. Однако открыть из них огонь по дворцу не удалось, так как охрана Амина открыла плотный огонь по спецназовцам. В самом начале перестрелки Волков получил тяжёлое ранение в голову, от которого скончался.
Похоронен на Хованском кладбище города Москвы. Он стал первым представителем силовых ведомств СССР, погибшим в Афганистане, и первой потерей среди личного состава группы «Альфа». Посмертно Дмитрий Васильевич Волков был удостоен ордена Красного Знамени.

## Память
- На здании лицея № 1451 города Москвы (бывшей школы, в которой учился Волков) установлена мемориальная доска (улица Хавская, дом 15)[4].
- В лицее № 1451 создана экспозиция, посвящённая Волкову, проводятся памятные мероприятия.
- В память о Волкове и погибшем во время той же операции Геннадии Егоровиче Зудине проводится Турнир по стрельбе среди сотрудников Управления «А» ЦСН ФСБ России. Дата их гибели — 27 декабря — отмечается как день памяти всех погибших сотрудников этого спецподразделения[5].
- Ежегодно памятные мероприятия с участием сотрудников и ветеранов группы «Альфа» проводятся на могиле Волкова на Хованском кладбище Москвы[5].